# Thore Skogman

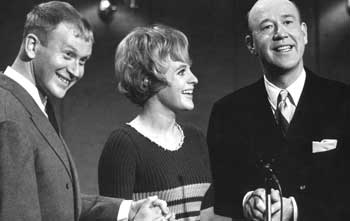
Thore Skogman och Eva Eriksson i Hylands hörna 1966 tillsammans med Lennart Hyland.

Elof Lars Thore Skogman, känd som Thore Skogman, född 9 mars 1931 i Hallstahammar, död 9 december 2007 i Gävle (folkbokförd i Karlstad), var en svensk sångare, kompositör, textförfattare, skådespelare och musiker. Han var en lätt igenkännbar sångare med en glad och folklig framtoning samt en mycket produktiv kompositör/textförfattare. Totalt finns minst 1302 låtar registrerade i hans namn hos Stim, vilket är rekord.
Numera finns ett museum i Eldsbodahuset i Hallstahammar, där bland annat Thore Skogmans familj ställt ut en del av sin privata utställning. Det finns även en liten utställning till Thore Skogmans ära, på Silleruds station cafe & butik, i Årjäng. Den 28 oktober 2016 restes en staty av hans siluett på Hammartorget i Hallstahammar.

## Biografi

### Tidiga år
Thore Skogman var son till reparatören Elof Skogman och Inez Skogman, född Karlsson. Före sin sångkarriär var han bland annat anställd som assisterande försäljningschef hos AB John H Ericsson i Västerås 1955–1958, och vid reklamavdelningen hos grammofonbolaget Cupol 1958-1961 samt hos Bonniers Folkbibliotek 1961–1962. Han var verksam som frilansande sångare från 1961.
Thore Skogman beskriver sig själv bäst i den självbiografiska visan "Jag har rött hår och glest mellan tänderna". Han scendebuterade i en lokalrevy i Hallstahammar 1950 där han framförde sin första komposition "Hemlängtan", som senare döptes om till "Ensam jag är" och som blev en av Skogmans största skivframgångar. Han skickade sina visor till olika grammofonbolag och förlag i Stockholm och 1953 sjöng han med Kvartetten Synkopen in "Älgjakten".
Skogman skivdebuterade 1955 med låtarna "Man måste vara om sig och kring sig" och "Maskerad". Han medverkade tillsammans med sin kusin May-Lis Rundgren i radioprogrammet På styva linan och fick därefter framträda i Kungsträdgården i Stockholm. Thore Skogman deltog även tillsammans med May-Lis i tv-programmet Hagges kakburk från Cirkus i Stockholm.

### Sent 50-tal–1960-talet: Karriären tar fart
1956 fanns låten "Älgjakten" med på försäljningsbarometrarna, även i Frukostklubben. Och året därefter (1957) åkte Thore Skogman och hans kusin May-Lis på sommarturné tillsammans med Nisse Hahre.
Efter att han medverkat i Frukostklubben tog karriären fart på allvar. Skogman som då varit anställd på Bultfabriken i Hallstahammar kunde nu säga upp sig och ägna sig åt musikkarriären på heltid. Han flyttade till Stockholm 1958 och började arbeta som PR-man på grammofonbolaget Cupol. År 1959 kom "Storfiskarvalsen" och "Penninggaloppen", två hits som ökade populariteten ännu mer. Samma år fick han chansen att vara programledare i en radioserie från Bal Palais i Stockholm. År 1960 börjar Carl-Einar Schierman att kompa Skogman och under detta år lärde han även känna Clara Johansson från Årjäng som då ägde Claras konditori. Därifrån kom låten "Fröken Johansson och jag" och Clara var med i Frukostklubben där låten blev en succé både i Sverige och i Norge. Efter tre år på grammofonbolaget Cupol blev det totalt 12 stenkakor där "Hattvisan" blev den sista. Samma år, 1961 den 8 november föddes Thore Skogmans dotter Maria och han började arbeta på Bonniers folkbibliotek.
1962 hade Skogman hunnit att arbeta 3 månader på BFB (Bonniers Folkbibliotek). Därefter började han arbeta på skivbolaget EMI och låten "Dala-Twist" hamnade på Svensktopplistan. Efter detta lanserades låten "Dra ända in i Hälsingland" i Hylands hörna som blev en succé.
1963 blev ett genombrottsår för Thore Skogman som låtskrivare då "Twist till menuett" blev trea i schlagerfestivalen. Låten framfördes av Lasse Lönndahl i Melodifestivalen 1963. Samma år lanserades Skogmans första egna tv-program Knäpp i skallen, som sändes från Malmö.
På 1960-talet lanserades Skogman i fyra långfilmer. I Tre dar i buren 1963 medverkade han tillsammans med Arne Källerud, Anita Lindblom, Carl-Axel Elfving och Sven-Ingvars, och 1964 släpptes långfilmen Tre dar på luffen där han spelade tillsammans med bland annat Anita Lindblom, Åke Söderblom, Nils Hallberg och Carl-Axel Elfving. På flyget till Luleå skrev Skogman låten "En pitepilt med pitepalt".
1965 spelades den tredje långfilmen in Pang i bygget där Lill-Babs och han sjöng "Pop opp i topp", en låt som popgruppen Dag Vag gjorde cover på 1982. Och slutligen kom 1967 den fjärde filmen En så´n strålande dag, som spelades in i Sälenfjällen tillsammans med bland annat Carl-Gustaf Lindstedt, Siv Erics, Tor Isedal, Mille Schmidt, Tjadden med flera.
Skogman var flitigt förekommande i radio och TV på 1960-talet. Han var värd i önskeprogrammet Det skall vi fira i radio och gjorde Thores trekvart med Julia Caesar och Robert Broberg. Samtidigt sändes Tv-serien Glad en stund från Malmö med Kåge Gimtell som producent. Detta år[när?] debuterade Thore Skogman som travkusk på Axevalla och placerade sig på andra plats i loppet.
Samma år blev Skogmans låt "Fröken Fräken" en jättesuccé och den spelades in på flera olika språk. Bland annat danska, finska, norska, franska, engelska, isländska samt på nederländska som "Sophietje" med den folkkäre holländske artisten Johnny Lion.
Under många år turnerade Thore Skogman i folkparkerna, ofta tillsammans med dragspelaren Carl-Einar Schierman. Han skrev ständigt nya visor, inte bara till sig själv utan även till andra artister. Lily Berglund sjöng in "Fröken Johansson och jag", Siw Malmkvist hade glädje av "Bergsprängartango" och Sven-Ingvars fick "Fröken Fräken" och "Min gitarr".  Laila Westersund fick två humoristiska låtar, "Jag heter Vivan" och "Örsprånget från Harsprånget". Anna-Lena Löfgren sjöng "Kärlek på lasarett".
1966 lanserade Skogman sin välkända Blå/Gula kostym i tv-serien "Jag sjunger på svenska". Hans låt "Fröken Fräken" var på topp i Singapore. Thore Skogman var även gäst i Hylands hörna och fick i uppgift att skaffa en Västmanlandsvärdinna till lördagen därpå. Det blev Eva Bysing.
Skogmans melodi "Huapango-Mexicano" spelades in i USA av Ray Anthonys orkester. Under detta år vikarierade han som programledare i Frukostklubben för Sigge Fürst. Thore Skogman skrev även en välkomstlåt "Homecoming Year" till hemresande svensk-amerikaner.
I samband med högertrafikomläggningen fick Thore Skogman äran att hålla i det första programmet inför omläggningen, TV-programmet Onkel Thores stuga, vilket sändes i nio veckor under 1967 och han skrev låten "67 håller vi till höger". Expressens läsare korade honom till 1966 års bäste underhållare.
1968 i Årjäng började föreningen Start-68 sitt liv och visan om "Majblomman", "Manolito" för Lill-Babs och "Evert Taube"-sången till Jan Malmsjö kom till. Jan Höiland sjöng "Tiotusen röda rosor" och hamnade på såväl Svensktoppen - som bäst etta - som på försäljningslista Kvällstoppen - som bäst trea - , en låt som har blivit en av Skogmans mest önskade melodier. Detta år skrev även Thore Skogman sin första bok, en saga med visor med titeln "Pojken som inte kunde sjunga eller Hesa Fredrik". Sommarens turné gick i helgrönt, från peruken ner till skorna, även bilen var grön och han skrev låten "Jag är nyfiken grön". Samma år köpte Thore Skogman sin första travhäst som han döpte till Mr. Music. Detta var även året då Skogman ersatte Sigge Fürst som programledare i Frukostklubben.
Ett år senare 1969 hade Thore Skogman ett eget tv-program med namnet Rätt upp och ner där han sjöng "Barcarollen" ur Hoffmans äventyr med Kjerstin Dellert. Han skrev en reklamlåt, Skogaholmsvalsen, för Bageriet Skogaholm som släpptes i 100 000 exemplar. Han tonsatte även multiplikationstabellen. Årets sommarturné-klädsel var en långrandig och hemvävd kostym med rutig skjorta och tofsar kring halsen. Detta år debuterade även Thore Skogman som kyrkosångare i Silleruds kyrka i Värmland.
Efter många kändislopp i travsammanhang gjorde Skogman debut med nytagen amatörlicens på Årjängs travbana där han tog sin första travseger med nordsvensken Ulla. Samma år köpte han tillsammans med sin fru Britt, Claras Konditori i Årjäng. Skogman var programledare för radioprogrammet Det skall vi fira under december och hans andra bok om karaktären "Hesa Fredrik" med titeln "Hesa Fredrik tar ton" kom ut lagom till julen 1969. Låten "Säg ja Cherie" släpptes och låg etta i 10 veckor på Svensktoppen.

### Från 1970 och senare år
År 1970 firade Thore Skogman 15 år som artist och sommarens kostym gick i rött och vitt. Han gjorde tv-programmet Thore till tusen. Han skrev även låten "Svenska flaggans hambo" och blev i en veckotidning porträtterad av Bo Zetterlind. Thore Skogmans melodi till texten "Vi flytt´ int´" spelades in av Hasse Burman och låten låg på Svensktoppen i tre veckor. Detta år (1970) var Skogman även programledare för sin alldeles egna norska tv-programserie Hjemme hos meg. Den tredje boken med karaktären "Hesa Fredrik" kom ut med titeln "Hesa Fredrik och Pelle Propeller".
Thore Skogmans grammofonsamarbete med Jan Sparring resulterade i LP:n Kärlekens ord med 12 stycken låtar, bland annat Min soliga dag, Samvetets röst, Även bland törnen finns det rosor och Jag älskar att vara ensam. Samma år spelade Skogman in sina egna tonsättningar av Clara Johanssons dikter, vilket blev en väldigt populär souvenir-LP från Årjäng.
År 1971 blev Sparrings och Skogmans grammofonskiva väldigt uppmärksammad i religiösa kretsar. Gary Engman gjorde ett artistporträtt av Thore Skogman som kallades närbild i TV. Detta år hamnade Skogmans låt Min soliga dag på Svensktoppen igen i en vecka, men denna gång med Jan Sparring.
Sommarens turnékostym var en polkarandig kavaj, vita byxor och halmhatt. Thore Skogman var programledare för Hälsingehambon från Hårga till Järvsö. Och Claras konditori fick en slogan: "Clara färdiga åk!! Till Årjäng". Samma år blev Skogman även utnämnd till en av Sveriges sämst klädda herrar i en tidning.
År 1972 medverkade Thore Skogman vid invigningen av Ölandsbron och sjöng låten "Polka i Byxelkrok". Tillsammans med Eva Bysing satte han 1972 upp en bejublad krogshow på Berns i Stockholm, en show som även spelades på Kronprinsen i Malmö. 1979 gjorde han entré i operett-genren och spelade Sigismund i Vita Hästen på Säffleoperan.
Året därpå spelade han Paris i Sköna Helena på samma scen. Han gjorde rollen som Boni i Czardasfurstinnan på Oscarsteatern i Stockholm 1981. För Säffleoperan skrev han musipretten (musikal-operetten) Kriga för kärleken, som handlade om seriefiguren 91:an Karlsson. Under 1990-talet spelade han under flera somrar folklustspelet På Kalle Västmans veranda på Skantzen i Hallstahammar tillsammans med Berith Bohm och Eva Bysing. 1996 var det premiär för Skogmans musikal Guldhatten på Säffleoperan med Monica Silverstrand och Laila Westersund i huvudrollerna.
Den turnerande Cirkus Skratt (Cirkus Skogman) startades 1984 och under de första åren gick den under namnet Cirkus Skogman. Thore Skogman hade rollen som sjungande programledare och blev förgrundsfigur för cirkusen. Dessutom skrev han den cirkussång som fortfarande spelas i inledningen av varje föreställning.
Skogman var sommarpratare i Sveriges Radio 7 augusti 1982 och 1 juli 2007.
I början av december 2007 bröt Thore Skogman lårbenet och lades in på Gävle lasarett. Han drabbades av ett slaganfall och avled den 9 december. Thore Skogman är begravd på Svedvi kyrkogård.

### Bokproduktion
Förutom musik skrev han även böcker, 1981 kom Samlade tankar på pränt. 1987 gav han ut Rim utan reson, en bok med limerickar och samma år kom sångboken Sjung med Skogman.
1997 kom notalbumet Öppna ditt hjärta som innehåller flera av Thore Skogmans klassiska kompositioner. År 2000 gav han ut Thore – i rimighetens namn. I Årjängs kommun finns Thore-stugan, ett museum över Thore Skogman som innehåller hans scenkläder inklusive en legendarisk blågul kostym, foton och tidningsurklipp.

### Efter Skogmans bortgång
Thore Goes Metal är ett album utgivet den 6 juni 2008 av Thore Skogman (efter hans död). Det är en ommastrad och nysläppt version av albumet "Hård-Rock med Thore Skogman" från 1997.
15 maj 2020 släpptes en tidigare outgiven låt med text och musik skriven av Thore på Larz-Kristerz album "Lättare sagt än gjort". Låten har titeln "Sju blommor av mig" och hittades av Thores familj på ett omärkt kassettband. 

## Stil och betydelse
Thore Skogman var förknippad med trallvänlig dragspelsmusik, men hans musik spände över många olika genrer. På senare år skrev han till exempel klassisk musik för piano och violin. Som sångare framträdde han också i de mest skiftande sammanhang. Han gjorde kyrkokonserter och sjöng på rockklubbar.
I Stims verkregister står Thore Skogman som upphovsman till 1243 låtar, vilket är rekord. På  Svensktoppen har hans musik tagit sig in 22 gånger, varav 11 gånger med honom själv som sångare.
År 1993 utsågs Skogman till Filipstads ambassadör.
År 2014 startades en minnesförening med namnet Thore Skogmans Vänner. Föreningen har en hemsida och ett litet museum med verk av Skogman, bland annat skivor, böcker, affischer och foton. Museet finns i Hallstahammar där Thore Skogman föddes.

## Uppträdande

### Liseberg[27]
- 31 augusti 1963 - På flera ställen i parken
- 24 september 1966, Stjärnscenen
- 25 september 1966, Stora Scenen
- 25 september 1966, Stjärnscenen
- 25 maj 1973, Stora Scenen (Thore Skogman/Eva Bysing Show)
- 24 augusti 1973, Stora Scenen (Lennart Hyland Jubelshow)
- 25 augusti 1973, Stora Scenen
- 26 augusti 1973, Stora Scenen (Lennart Hyland Familjeshow)
- 1 maj 1975, Stora Scenen
- 29 augusti 1977, Stora Scenen
- 27 maj 1978, Stora Scenen (Vi i femman)

## Produktioner

### Diskografi i urval
- 1959 – Fullträffar (innehöll Penninggaloppen, Storfiskarvalsen, med flera)
- 1965 – Thore Skogman i skivspåret
- 1967 – En sån strålande dag
- 1968 – Opp i varv
- 1970 – Hesa Fredrik och Pelle Propeller
- 1970 – The Old Skogman
- 1971 – Dans på Skogmans loge
- 1972 – Eva Bysing och Thore Skogman på Berns
- 1973 – Led milda ljus
- 1973 – Det glada Liseberg
- 1975 – Det ska gå med musik
- 1980 – Lätt operett
- 1985 – Skogmans jul
- 1991 – En evig sång
- 1997 – Hård-Rock med Thore Skogman
- 2001 – Ljudblommor
- 2008 – Thore Goes Metal

### Filmografi
- 1963 – Tre dar i buren
- 1964 – Tre dar på luffen
- 1965 – Pang i bygget
- 1967 – Hemma hos Thore
- 1967 – En sån strålande dag
- 1968 – Mannen som ikke kunne le

### Filmmusik i urval
- 1963 – Tre dar i buren
- 1964 – Tre dar på luffen
- 1965 – Pang i bygget
- 1967 – En sån strålande dag
- 1977 – 91:an och generalernas fnatt
- 2001 – Rundt om Rundrejsen 2001
- 2001 – Linie 3 - Rundrejsen 2001

### Teater

#### Roller
- 1981 – Boni Kanscianu i Csardasfurstinnan av Emmerich Kálmán, Leo Stein och Béla Jenbach, regi Ivo Cramér, Oscarsteatern[28]

### Medverkan i TV
- 1979 - Uppträdde Thore Skogman på Allsång på Skansen. Programmet sändes i TV.
- 1981 - Detta år medverkade Thore Skogman i TV-programmet Måndagsbörsen. Dag Vag uppträdde tillsammans med Gyllene Tider i SVT:s Måndagsbörsen 1981, banden avslutade tv-programmet med Thores låt "Pop opp i topp". Spontant ringer produktionen till Thore Skogman och ber han komma ner för att avsluta programmet tillsammans med de två banden. Thore dök upp som en överraskning och sjöng med i den sista versen.  
"Jag minns när jag satt i soffan hemma, på kvällen. Det ringde och pappa svarade, det var från programmet Måndagsbörsen. De ville så gärna att pappa skulle komma ner samma kväll, och göra ett uppträdande med Gyllne Tider och Dag Vag. Pappa slängde sig in i bilen, och ner till stan och Måndagsbörsen. I nästa stund såg jag pappa på TV, och ett härligt nummer med Pop opp i topp. - Maria Skogman "[29]

- 1988 - Medverkade Thore i TV-programmet Hasse och hans vänner, där Hasse Andersson var programledare. Thore medverkade tillsammans med bland annat Kikki Danielsson, Peps Persson, Bluegrass Swedes, Jarl Borssén och Gunnar Svensson.
- 1997 - Medverkade Thore Skogman i familjeunderhållningsprogrammet Så ska det låta. Thore tävlade tillsammans med Robert Wells och Myrra Malmberg.
- 2001 - Thore medverkade i programmet Allsång på Skansen tillsammans med bland annat Sanna Nielsen och Robert Broberg.

### Kända Skogman-låtar
- Bergsprängartango är en visa av Thore Skogman som han spelade in på grammofon 1966; texten berättas utifrån ett kvinnligt perspektiv och utspelas i Gällivare. Störst framgång nådde Siw Malmkvists version som hamnade på Svensktoppen.
- Dalatwist
- Det var en gång en målare är en svensk barnvisa med musik och text av Thore Skogman. Den finns publicerad i Barnvisboken, 1977.
- Dra ända in i Hälsingland spelades in av Thore Skogman på grammofonskiva som gavs ut i oktober 1962 och låg på Svensktoppen med i två veckor under perioden 15-22 december 1962 [30], med placeringarna 2-5.
- Du är en riktig klippare du
- En pitepilt med pitepalt
- Ensam jag är, med dansbandsorkestern Simons
- Ett brev betyder så mycket
- Fidelibombom
- Fröken Fräken, inspelad med Sven-Ingvars
- Gammal kärlek rostar aldrig
- Jämtgubben
- Jämtgumman
- Kalle Johansson
- Kalle Västman från Västmanland
- Klockornas sång med text och musik av Thore Skogman är inspelad med bland annat Vikingarna och finns med på deras album Kramgoa låtar 11.
- Kom till mej
- Manolito, inspelad med Lill-Babs
- Min gitarr, inspelad med Sven-Ingvars, deras signaturmelodi och största hit genom tiderna.
- Min soliga dag
- Penninggaloppen
- Plättlaggen
- Pop opp i topp, med Lill-Babs
- Rött hår och glest mellan tänderna
- Skinnrock från Malung
- Skolka från en polka
- Storfiskarvalsen
- Surströmmingspolkan
- Tiden går, även inspelad med dragspelsjazzaren Roland Cedermark
- Tiotusen röda rosor
- Tre dar i buren
- Torparvisa, även inspelad med Sven-Ingvars som "Torparrock"
- Två små röda luvor, jullåt
- Twist till menuett, bl. a inspelad med Lars Lönndahl
- Tänk om jag kunde spela dragspel som Calle Jularbo
- Vikingablod, inspelad med Vikingarna på Kramgoa låtar 11
- Vilda Matilda
- Äntligen, äntligen min
- Även bland törnen finns det rosor, inspelad bl. a. med Matz Bladhs på Leende dansmusik 93

### Barnböcker
- Pojken som inte kunde sjunga : eller Hesa Fredrik  : [en saga med visor i]. Wahlströms Teddy-böcker. Stockholm: B. Wahlström. 1968. Libris 1194797
- Hesa Fredrik tar ton. Wahlströms Teddyböcker ; 45. Stockholm: B. Wahlström. 1969. Libris 2150198
- Hesa Fredrik och Pelle Propeller. Wahlströms Teddyböcker ; 51. Stockholm: Wahlström. 1970. Libris 1702682